# Josep Piquer i Duart

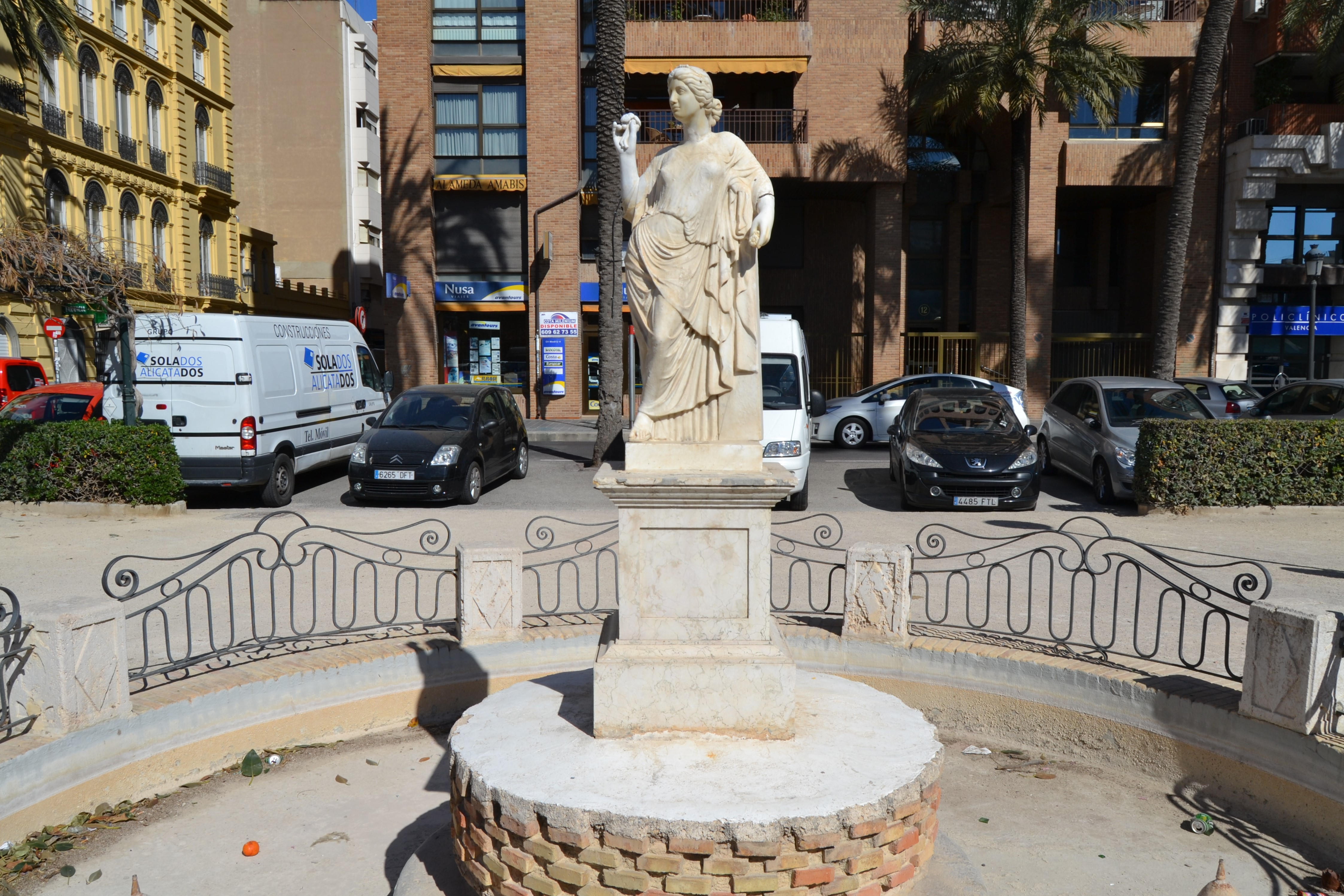
La font de Flora a l'Albereda de València.

Josep Piquer i Duart (València, 1806 – Madrid, 1871) va ser un escultor valencià, establert a Madrid, on va realitzar la majoria de la seva obra.
De família d'escultors, el seu pare, Josep Piquer i Monserrat, era director de l'Acadèmia de Belles Arts de Sant Carles a València, d'ell va rebre la seua formació escultòrica. Sa mare era de procedència basca.
Viatja a Mèxic en 1836, als Estats Units i finalment a París, regressa a Madrid l'any 1841, on és nomenat escultor de càmera, i Director d'Escultura a l'Acadèmia de San Fernando. La seva obra es classifica dintre del romanticisme, va fer per encàrrec, diverses escultures d'Isabel II, una de les quals realitzada l'any 1861, presideix l'entrada al vestíbul del Congrés dels Diputats de Madrid. Se li va contractar per a realitzar diverses escultures per al Palau de San Telmo de Sevilla. Al claustre de la catedral de Pamplona realitza el sepulcre del general Francisco Espoz i Mina l'any 1855.
Repartits entre el Museu de l'Exèrcit de Madrid i el Museu de l'Acadèmia de San Fernando es troben els retrats dels generals Castaños, Espartero, Serrano, Espoz i Mina, de Lluïsa Ferranda d'Espanya i del Duc de Montpensier.
En 1923 l'Ajuntament d'Oviedo inaugurà als jardins de la Fàbrica d'Armes de Trubia un Monument al General Elorza, fet en bronze per Josep Piquer, que està format pel bust del General col·locat davant de la intersecció de dos canons que formen una aspa i davant del bust una piràmide d'artilleria.